# تسرینگ ووسر
تسرینگ ووسر (انگلیسی: Tsering Woeser؛ ۱۹۶۶ – ) نویسنده اهل چین بود.
وی همچنین برندهٔ جوایزی همچون جایزه بین‌المللی زنان شجاع شده‌است.